# 飯野町 (福島県)
飯野町（いいのまち）は、福島県伊達郡に存在した町である。2008年7月1日に隣接した福島県福島市に編入合併され、福島市飯野地区となった。

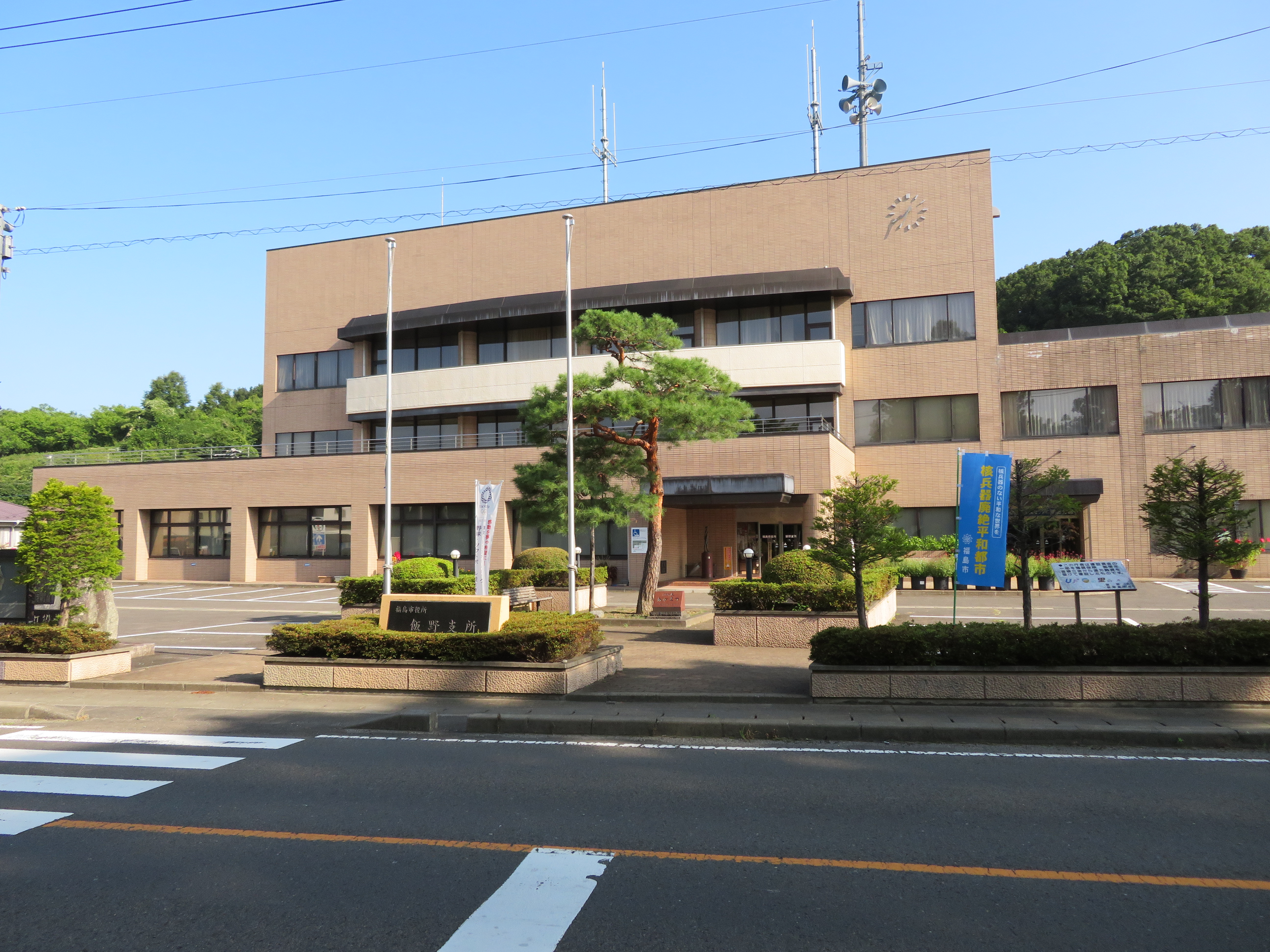
飯野町役場（現：福島市飯野支所）

## 概略
福島県伊達郡の南部、阿武隈高地北部の丘陵地域に位置し、古くから農業とともに養蚕業が盛んで絹織物業が発展したが、近年では通信機器などの弱電関係の工場が立地し、産業構造の変化が進んでいる。
県庁所在地の福島市中心部まで17kmと近く、国道4号、国道114号など道路整備が進んだことから、合併前は通勤通学者の61%、人口の約2割が福島市に通っていた（平成12年度国勢調査）。養蚕業と絹織物の歴史を共有することから、東部に隣接する伊達郡川俣町との関係も深い。
北部の山・千貫森は端麗な円錐形を成し町のシンボルの一つである。「古代ピラミッド説」やUFO目撃情報などがあり、「UFOの里」と銘打っている。中腹から頂上にかけて、千貫森公園としてUFO展示＋食堂＋入浴施設を兼ねたレクリェーション施設「いいのまちUFOふれあい館」が整備されている。

## 地理
阿武隈高地北部の丘陵地帯にあり、東西6.4 km、南北10.1 km、面積21.31 km2である。合併前は、福島県内では湯川村、中島村に次いで3番目に面積が小さい自治体だった。合併前に地域内に福島市立子山の飛び地が存在し、合併後も立子山地区の飛び地として現存する。町役場（合併後は福島市飯野支所）の標高は180mで、耕作地は標高200m〜300m程度の場所に点在するが、丘陵地のため総じてその面積は小さい。
山は、北部に天井山 (532.2m)、千貫森 (462.5m) があるほか、比較的小さな山丘が連なっており、中心市街地を除く集落はその山裾に沿って点在している。地質は古期花崗岩が主体で、千貫森は複輝石安山岩からなる。河川は、町西縁を一級河川阿武隈川が流れ、隣接する川俣町女神山（めがみやま）に端を発する女神川（めがみがわ）が町中央を西に向って流れ、南部で阿武隈川に流入している。しかし、阿武隈川の川面が低く中小河川の集水区域も狭いため、河川による水利には恵まれていない。

## 観光

### 文化財
和台遺跡
新飯野橋架け替えに伴う取り付け道路の工事の途中に東北地方南部では最大級となる、縄文時代中期末葉（約4000年前）の竪穴建物約200軒が発掘された。2006年（平成18年）7月28日、国の史跡に指定された。福島県内にある国指定の史跡としては41件目である。このため取り付け道路は当初の予定を変更しトンネルで遺跡の下を通ることになった。
白山遺跡
縄文時代中期後半の遺跡で、1957年（昭和32年）に部分的発掘調査が行われ、1960年（昭和35年）に福島県指定史跡となった。日本で初めて「複式炉」が発見され、福島県を中心に分布する複式炉文化圏の中心地と推測されている。地元有志の手で日本で初めてとなる縄文時代の復元家屋が造られている。

### 名所・旧跡

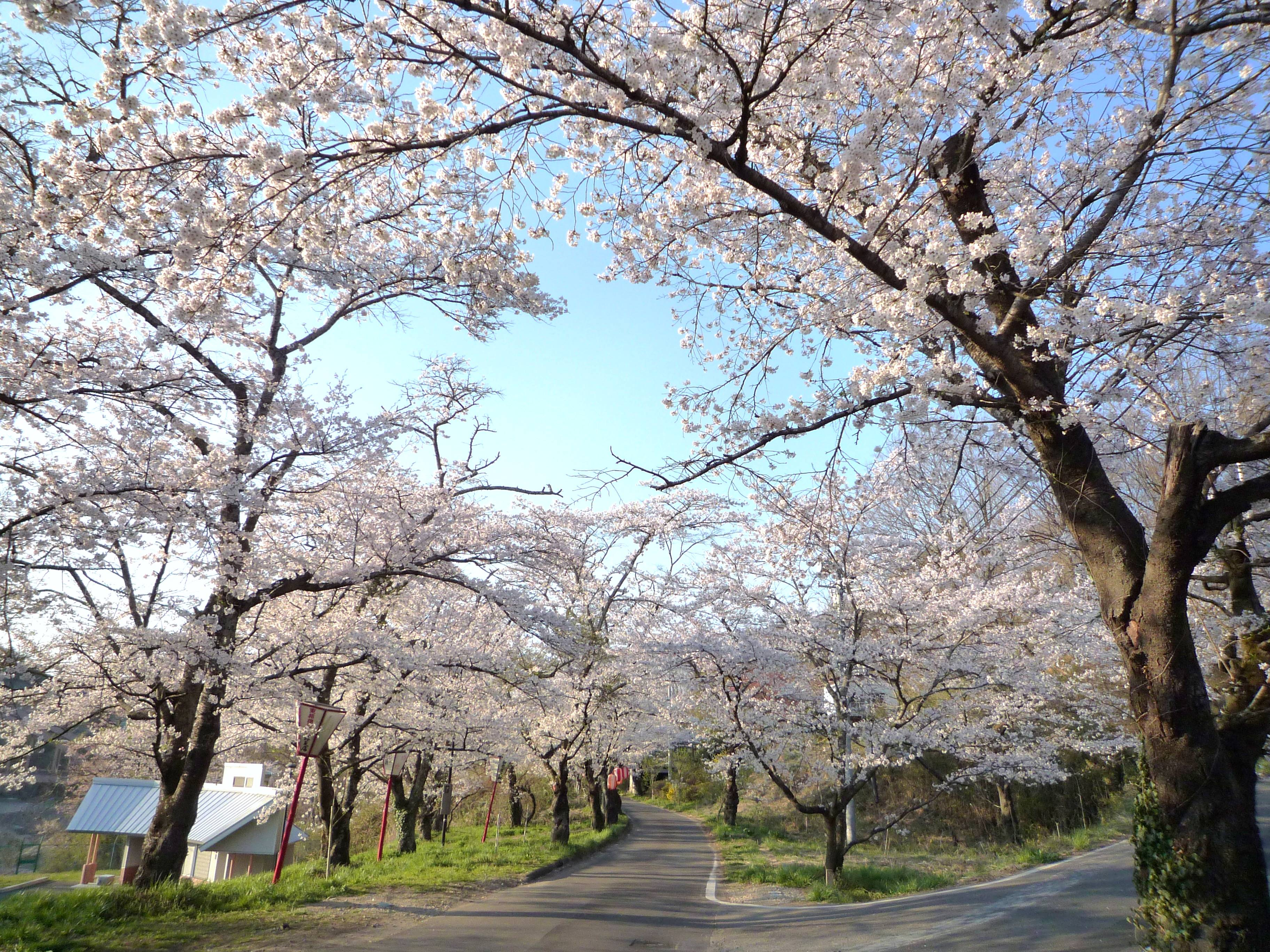
飯野堰堤公園の春

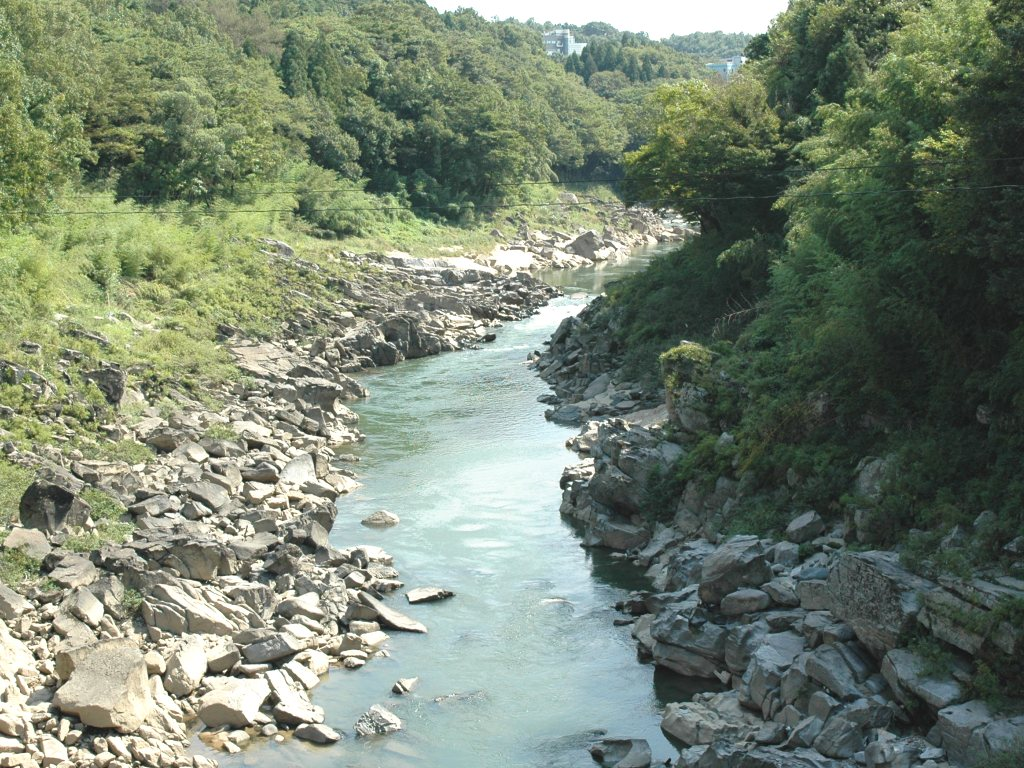
飯野町（左）と福島市松川地区の間を流れる阿武隈川。大日岩はこの上流

飯野堰堤公園（桜並木）
飯野堰堤（蓬萊ダム）は、東北振興電力（現・東北電力）が1938年（昭和13年）に蓬莱発電所送水用のダムとして造られたが、その際に町民あげての記念事業として周辺に桜、楓、梅等を植栽して飯野堰堤公園を造成した。毎年4月中旬から下旬にかけては桜の名所としてにぎわう。
大日岩（だいにちいわ）
飯野町西部を流れる阿武隈川河岸にそびえる岩場。岩の上部が大日如来像に見えることからこの名が付いた。下には百畳ほどの石の舞台がある。この流域は阿武隈川が硬い花崗岩をうがって流れているため、中流域でありながら深山渓谷のような絶景を生み出している。
天井滝（あまいだき）
飯野堰堤の下流にある滝で、干ばつのとき天の井戸に向って雨乞いをしたことから滝の名が付いたという。
千貫森（せんがんもり）
現地の別名「峠山（とうげやま）」。標高462.5mのほぼ完全な円錐形をした単独峰で、町のシンボルとなっている。巨人がタンガラ（背負い籠）の土を捨ててできたという伝説がある。近年、その形や岩が磁気を帯びていること、UFO目撃情報などから「UFOの基地ではないか」という話が広がった。町では、中腹から頂上にかけてを千貫森公園として、福島市飯野UFOふれあい館、UFOコンタクトデッキ、UFO物産館などのレクリェーション施設を整備した。
小峠（ことうげ）
千貫森の西隣にある小さい山。未だに観光開発がされていない。

## 歴史

### 原始 - 近世
- 縄文時代（約4500年前） 白山遺跡、和台遺跡などに居住の痕跡。
- 906年 伊達郡に属する。
- 1189年 源頼朝の奥州平定後に伊達家支配となる。
- 1572年 豊臣秀吉の全国統一後は会津藩（蒲生家、上杉家）の支配となる。
- 1664年 徳川幕府の直轄地となり、代官統治となる。
- 1747年 飯野村が飯野村と西飯野村に分村され、西飯野村は磐城平藩（いわき）の領地となる。西飯野村はその後、下手渡藩（月舘）の領地となる。
- 1807年 大久保村が松前藩（北海道）の領地となる。

### 近代・現代
- 1868年（明治元年） 飯野、西飯野、大久保、立子山、青木として明治維新を迎える。
- 1871年（明治4年） 廃藩置県により福島県に属する。
- 1879年（明治12年） 保原郡役所が設置され、各村に戸長役場設置
- 1889年（明治22年） 町村制実施に際し、飯野と西飯野が合併し飯野村に、青木と立子山が合併し立木村となる。
- 1893年（明治26年） 立木村が青木村、立子山村に分村
- 1930年（昭和5年） 飯野村が、飯野村と明治村に分村
- 1937年（昭和12年） 飯野村が町制を施行し、飯野町となる。
- 1955年（昭和30年）1月1日 飯野町、青木村、大久保村、明治村が合併し現在の「飯野町」となる。1町3村合併当時の人口は9,485人。
- 2008年（平成20年）7月1日 福島市に編入合併した。

## 地域
- 青木（合併後地名：福島市飯野町青木）
- 飯野（合併後地名：福島市飯野町 ※大字名削除）
- 大久保（合併後地名：福島市飯野町大久保）
- 明治（合併後地名：福島市飯野町明治）

## 教育
- 小学校
  - 飯野町立大久保小学校（合併後：福島市立大久保小学校）
  - 飯野町立青木小学校（合併後：福島市立大青木小学校）
  - 飯野町立飯野小学校（合併後：福島市立飯野小学校）
- 中学校
  - 飯野町立飯野中学校（合併後：福島市立飯野中学校）

## 交通

### 鉄道

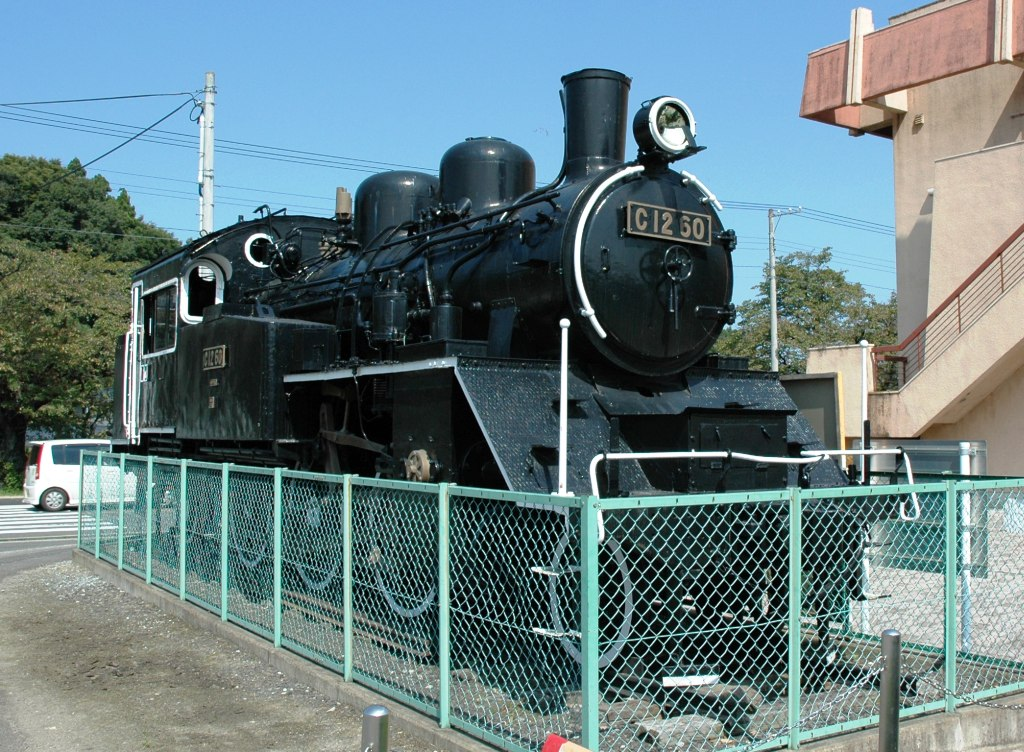
C1260

町内に鉄道路線はないが、1926年（大正15年）から1972年（昭和47年）まで、日本国有鉄道川俣線が東北本線の松川駅と岩代川俣駅との間、およそ12キロを結んでおり、飯野町には岩代飯野駅があった。飯野公民館前に当時運行していた国鉄C12形蒸気機関車 （C1260）が展示されている。

### バス
- ジェイアールバス東北
- 福島交通

### 道路
- 一般国道
  - 国道114号
- 主要地方道
  - 福島県道39号川俣安達線
  - 福島県道40号飯野三春石川線
  - 福島県道51号霊山松川線
- 一般県道
  - 福島県道305号木幡飯野線
  - 福島県道306号大沢広表線
  - 福島県道307号福島飯野線